# Acompsomyces pauperculus
Acompsomyces pauperculus är en svampart som tillhör divisionen sporsäcksvampar, och som beskrevs av Roland Thaxter. Acompsomyces pauperculus ingår i släktet Acompsomyces, och familjen Laboulbeniaceae. Arten är reproducerande i Sverige.